# 三道
三道（さんどう）とは、仏教において有学道、無学道の過程を表した言葉。日本においては伝統芸能や武道などを三つ併せた総称。

## 伝統芸能
茶道・華道・書道が伝統芸能における三道とされる。
これに香道を加えることもある。香道を加えた場合、茶道、華道、書道のいずれかを外すことになるが、それは定かとされていない。

## 武道
武道では剣道・居合道・杖道が「三道」といわれ、全日本剣道連盟は剣道だけでなく三道の全てを統括している。
また、武道において、剣道・柔道・弓道の三武道を指して「三道」とも称する。
1956年（昭和31年）6月15日に全日本柔道連盟・全日本剣道連盟・全日本弓道連盟によって、各連盟間の助成ならびに連絡融和を図り、三道の奨励にあたるために「日本三道会」が結成された。
また各地において剣道・柔道・弓道の三道によって行われる「三道大会」も開催されている。

## 学問
日本律令制の大学寮においては、明経道・明法道・算道が三道とされる。
現代の学問の分類で人文科学・社会科学・自然科学に三分される。自然科学ではさらに理学・数学・計算機科学に三分される。